# Comuna Sloveanka, Mejova
Sloveanka (în ucraineană Слов`янка) este o comună în raionul Mejova, regiunea Dnipropetrovsk, Ucraina, formată din satele Andronivka, Natalivka și Sloveanka (reședința).

## Demografie
Componența lingvistică a satului Sloveanka
     Ucraineană (97,15%)
     Rusă (2,74%)
     Alte limbi (0,08%)
Conform recensământului din 2001, majoritatea populației satului Sloveanka era vorbitoare de ucraineană (97,15%), existând în minoritate și vorbitori de rusă (2,74%).